# Jean Kirchen
Jean Kirchen (Hostert, 13 december 1919 - Luxemburg, 30 november 2010) was een Luxemburgs wielrenner.

## Levensloop en carrière
Kirchen werd prof in 1942. Hij werd tweemaal Luxemburgs kampioen, zowel op de weg als in het veldrijden. In 1948 en 1950 eindigde hij als vijfde in de Ronde van Frankrijk. De broer van Jean Kirchen is de grootvader van wielrenner Kim Kirchen.

## Resultaten in voornaamste wedstrijden
| Jaar | Ronde van Italië | Ronde van Frankrijk | Ronde van Spanje |
| ---- | ---------------- | ------------------- | ---------------- |
| 1947 |                  | 18e                 |                  |
| 1948 |                  | 5e                  |                  |
| 1949 |                  | 13e                 |                  |
| 1950 |                  | 5e                  |                  |
| 1952 | opgave           |                     |                  |

| Jaar | Parijs-Roubaix | Luik-Bast.‑Luik |
| ---- | -------------- | --------------- |
| 1947 |                | 32e             |
| 1948 |                |                 |
| 1949 | 63e            |                 |
| 1950 |                | 23e             |
| 1952 |                | 14e             |